# Hebra (Nassariidae)
Hebra là một chi ốc biển, là động vật thân mềm chân bụng sống ở biển thuộc họ Nassariidae.

## Các loài
Các loài thuộc chi Hebra bao gồm:
- Hebra corticata (A. Adams, 1852)
- Hebra horrida (Dunker, 1847)[2]
- Hebra junghuhni (K. Martin, 1895)
- Hebra kondangensis (Oostingh, 1939)
- Hebra oberwimmeri (Preston, 1907)
- Hebra subspinosa (Lamarck, 1822)

Các loài được đưa vào đồng nghĩa
- Hebra curta (Gould, 1850): đồng nghĩa của Hebra horrida (Dunker, 1847)

## Hình ảnh

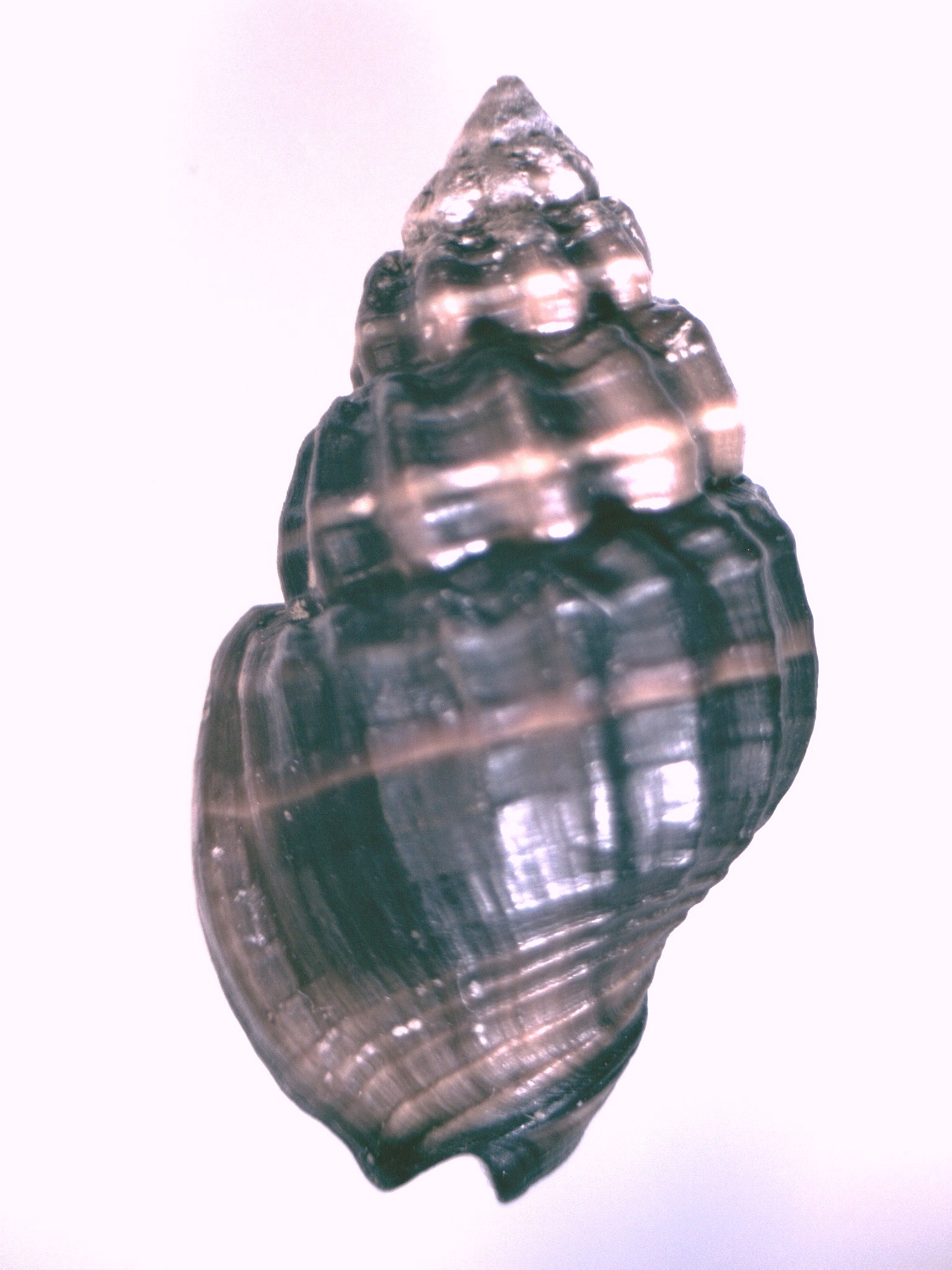